# 大泉村 (山梨県)
大泉村（おおいずみむら）は、山梨県北巨摩郡にかつてあった村。
2004年11月1日、北巨摩郡内の6町村と新設合併し、北杜市となった。現在は北杜市大泉町となっている。

## 地理
県北西端、郡北部に位置。八ヶ岳連峰の主峰赤岳を頂点に南北に長い帯状の村域。村域の大半が山林で、南部を中心に集落が存在。赤岳をはさみ、長野県とも接している。

## 歴史
八ヶ岳南麓には縄文時代の遺跡が広く分布するが、大泉町域の字谷戸金生には縄文後期から晩期の集落遺跡と中世から近世の集落や中世城館跡が複合した金生遺跡がある。縄文遺跡が分布する地区には住居郡や石組、配石遺構など縄文時代の精神文化の現れた祭祀施設であり、国の史跡に指定されている。
古代の律令制下では巨摩郡速見郷に比定される。平安時代後期には甲斐源氏が若神子（須玉町）を本拠に原野であった速見郷へ進出し、源義清・清光（逸見冠者）親子が谷戸城を拠点としたという（『甲斐国志』）。戦国期には武田氏により軍用道路としての棒道が整備され、谷戸城は信濃方面への拠点となる。
大きな河川は無いが八ヶ岳を水源とする諸河川が南流する湧水地帯であり、農業用水として利用され北部の寒冷地を除いて稲作のほか高原野菜や園芸農業が行われている。山麓地域では林業のほか酪農が行われている。また、ニジマスの養殖、観光産業も盛ん。

### 沿革
- 1875年（明治8年） - 巨摩郡谷戸村・西井出村が合併して大泉村となる。
- 1878年（明治11年）7月22日 - 郡区町村編制法の施行により、大泉村は北巨摩郡の所属となる。
- 1889年（明治22年）7月1日 - 町村制の施行により、大泉村が単独で自治体を形成。
- 2004年（平成16年）11月1日 - 須玉町・長坂町・白州町・高根町・武川村・明野村と合併して北杜市が発足。同日大泉村廃止。

## 交通
鉄道
- 小海線
  - 甲斐大泉駅

## 観光
- 美森の大ヤマツツジ
- いずみフレンドパーク
- 大泉村歴史民俗資料館

## 合併の概要
大泉村をはじめ、周辺の市町村も合併し北杜市となり、北巨摩郡に残っていたのは小淵沢町だけになったが、この小淵沢町も後に北杜市に編入合併したために、北巨摩郡は消滅した。

## 主な出身者
- 小池一夫 - 学校法人桜美林学園理事長、桜美林大学名誉教授